# Vik Muniz

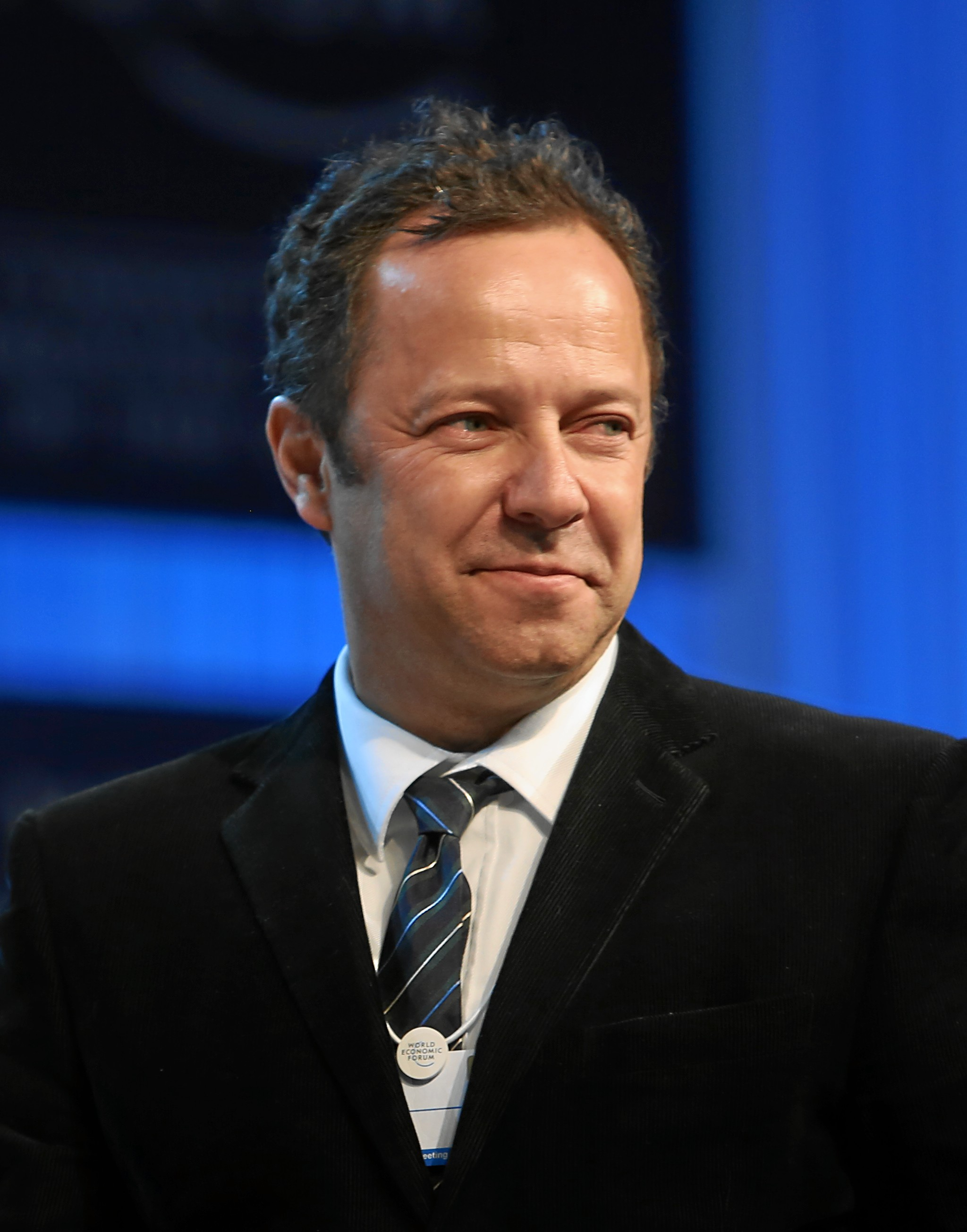
Muniz während des WEFs 2013

Vik Muniz (* 1961 in São Paulo) ist ein weltweit tätiger brasilianischer Künstler und Ausstellungskurator. Er lebt und arbeitet in New York und Rio de Janeiro.

## Biografie
Vik Muniz wuchs in Brasilien auf und belegte dort verschiedene Kurse zur Bildenden Kunst, ohne formell eine Universität abzuschließen. In den frühen 1980er Jahren begann er eine Karriere in der Werbebranche. Dabei entwickelte sich sein Interesse an der Macht der Bilder und ihrer Kraft zur Manipulation. 1984 zog Vik Muniz in die Vereinigten Staaten. 1986 ließ er sich in New York nieder.
Muniz besaß den Fotoband The Best of Life mit einer Auswahl von Fotos, die zwischen 1936 und 1972 im amerikanischen Life Magazin erschienen waren. Er begann seine Lieblingsbilder aus dem Fotoband aus der Erinnerung zu zeichnen, und die Zeichnungen so abzufotografieren, dass seine persönliche Handschrift als Zeichner verschwand. In diesem Prozess der künstlerischen Neuschöpfung bearbeitete er grundsätzliche Fragen zur Macht und zum Ausdruck von Bildern.
Seit 1989 stellt Vik Muniz weltweit in Museen aus. In Brasilien engagiert er sich in sozialen künstlerischen Projekten für benachteiligte Jugendliche. Er lebt in New York und Rio de Janeiro.

## Werke
Vik Muniz beschäftigt sich in seinem künstlerischen Schaffen vorwiegend mit der Rekonstruktion von bekannten Kunstwerken oder Fotografien. Für diese Arbeit experimentiert Muniz mit den unterschiedlichsten Materialien, wie z. B.:
- Erdnussbutter und Marmelade (Nachbildungen der Mona Lisa, 1999)
- Zucker (Darstellungen von Kindern auf der Zuckerplantage von St. Kitts, 1996)
- Schokolade (Zyklus über Sigmund Freud, 1997)
- Staub (2000)
- Diamanten (Diamond Divas, Elizabeth Taylor, 2004)
- Erde (z. B. Pictures of Soil, 1997; A terra e a gente, 2007)

In jüngerer Zeit widmet sich Vik Muniz vermehrt großformatigen Werken und Installationen. Stellvertretend dafür seien die 2002 entstandenen Geoglyphen genannt: großformatige, auf einem Freigelände bei Belo Horizonte, Brasilien, in die Landschaft eingeschliffene Kunstwerke.

### Bedeutung der Materialien für das Werk
Die Wahl der eher exotischen Materialien für seine Werke hat Vik Muniz weltweit Aufmerksamkeit beschert. Für Muniz steckt in der Wahl von Materialien bereits eine Richtungsentscheidung des Künstlers. Seiner Ansicht nach "tragen" die Materialien eine Botschaft und Aussage bereits in sich.
Sein Werk ist vor allem durch tiefes Misstrauen gegenüber Bildern und ihrer Manipulationskraft geprägt. Indem er bekannte Fotografien oder Kunstwerke mit neuen Materialien rekonstruiert, hofft er, diese Botschaft im sonst verborgenen Subtext der Bilder deutlich zu machen.
Deutlich wird dieser Ansatz bei einem der jüngsten Werke von Vik Muniz: Dem Bilderzyklus "A Gente e a Terra" (2007). Dieser Zyklus besteht aus der Nachbildung von zehn Fotografien berühmter Portugiesen (z. B. der Fadosängerin Amália Rodrigues, dem Schriftsteller José Saramago oder dem Fußballspieler Cristiano Ronaldo). Für diese Nachbildungen wählte Muniz portugiesische Erde als Material. Die Erde, auch mit ihren verschiedenen Brauntönen, soll in diesen Bildern die Verbundenheit von Mensch und Erde ausdrücken.

## Auszeichnungen
- 1999 – Líderes Latino Americanos para el Nuevo Milenio (CNN, TIME Magazine)
- 2005 – National Artist Award (Anderson Ranch Arts Center, Aspen, CO)[6]
- 2005 – Premio "KAULAK" de Fotografía, Madrid[7]

## Ausstellungen
- 1990 – "On the edge between sculpture and photography", Cleveland Center for Contemporary Art (USA)
- 1996 – "Some Assembly Required", The Art Institute of Chicago (USA)
- 1997 – "Seeing is Believing", International Center of Photography, New York (USA)
- 1999 – Liverpool Biennal of Contemporary Art, Liverpool, Großbritannien
- 2001 – Museu de Arte Moderna, Rio de Janeiro, Brasilien
- 2001 – Offizieller Vertreter Brasiliens bei der Biennale von Venedig
- 2004 – Irish Museum of Art, Dublin, Irland
- 2005 – "Best of Vik Muniz" – La Reserve, Paris, Frankreich
- 2007 – "Misumi Collection", Hiroshima City Museum of Contemporary Art, Hiroshima, Japan
- 2009 – Oscar Niemeyer Museum, Curitiba, Brasilien[8]
- 2014 – "Pictures of Anything" Tel Aviv Museum of Art

## Film
Im Jahre 2010 drehte die englische Regisseurin Lucy Walker den Dokumentarfilm Lixo Extraordinário (Ein besonderer Müll), der die zweijährige Arbeit Muniz' mit den Anwohnern der riesigen Müllhalde Jardim Gramacho in Rio de Janeiro dokumentiert. Einige der dort arbeitenden catadores verwandeln Fundstücke in Werke der Gegenwartskunst. Der Film wurde mit dem Titel Waste Land mit zahlreichen Preisen ausgezeichnet, unter anderem auf dem Sundance Film Festival und der Berlinale.